# Honorowi obywatele Białegostoku
Honorowi obywatele Białegostoku – lista osób, którym przyznano tytuł Honorowego Obywatela Miasta Białymstoku. Tytuł ten władze miasta Białegostoku (Rada Miasta) nadają osobom, które szczególne zasłużyły się dla niego, niezależnie od miejsca zamieszkania.

## Historia
Tradycja nadawania tytułu Honorowego Obywatela Miasta Białegostoku pochodzi z pierwszej połowy XX w. Pierwszą osobą uhonorowaną tym tytułem  był w 1921 marszałek Józef Piłsudski. Z tytułem nie wiąże się żadne zobowiązanie finansowe miasta wobec wyróżnionego, jedynie ma on prawo do bezpłatnych przejazdów komunikacją miejską.

## Honorowi Obywatele Miasta Białegostoku
| Honorowy obywatel               | Data nadania         | Uwagi                    |
| ------------------------------- | -------------------- | ------------------------ |
| Józef Piłsudski                 | 1921                 | -                        |
| Marian Zyndram-Kościałkowski    | 1934                 | -                        |
| Alfons Karny                    | 1975                 | -                        |
| Lech Wałęsa                     | 1990                 | -                        |
| Ryszard Kaczorowski             | 1990                 | -                        |
| Sławoj Leszek Głódź             | 1995                 | pozbawiony tytułu w 2021 |
| Jan Paweł II                    | 1996                 | -                        |
| Stanisław Szymecki              | 1998                 | -                        |
| Henryk Gulbinowicz              | 2000                 | pozbawiony tytułu w 2020 |
| Jerzy Maksymiuk                 | 2000                 | -                        |
| Zdzisław Peszkowski             | 28 lutego 2005       | -                        |
| Wojciech Ziemba                 | 25 września 2006     | -                        |
| Catherine Stankiewicz von Ernst | 23 października 2006 | -                        |
| Zygmunt Stankiewicz             | 23 października 2006 | -                        |
| Krzysztof Zamenhof-Zaleski      | 29 października 2007 | -                        |
| Edward Ozorowski                | 20 stycznia 2014     | -                        |
| Jakub (Kostiuczuk)              | 30 marca 2019        | -                        |
| Paweł Adamowicz                 | 20 maja 2019         | -                        |
| Marian Czesław Szamatowicz      | 15 stycznia 2024     | -                        |